# Rapala rhoda
Rapala rhoda är en fjärilsart som beskrevs av De Niceville 1896. Rapala rhoda ingår i släktet Rapala och familjen juvelvingar. Inga underarter finns listade.

## Bildgalleri

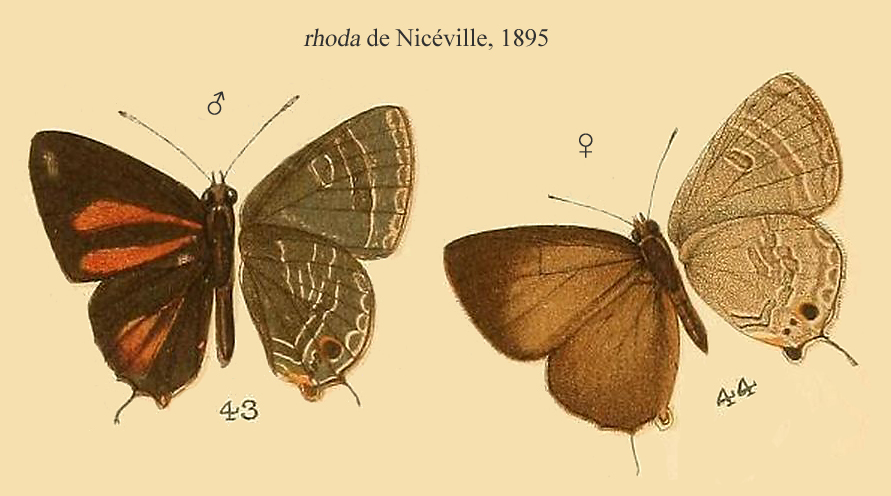